# Felipe Rose
Felipe Rose (Nova York, 12 de janeiro de 1954) é um membro fundador do grupo Village People, onde se apresentava como índio pele-vermelha. Sua mãe era porto-riquenha e seu pai Lakota Sioux.

## Biografia
Nascido Felipe Ortiz Rose e criado no Brooklyn, ele demonstrou interesse pelas artes desde a infância. A sua mãe era a sua principal fonte de inspiração, uma vez que ela mesma tinha sido dançarina do Copacabana durante os anos 1940 e 1950. Em 1970, aos 16 anos, ele ganhou uma bolsa para estudar dança com o Ballet de Puerto Rico, sob a orientação de Pascual Guzman. Com a companhia de balé participou de um recital de dance drama de Julia de Burgos, no Lincoln Center for the Performing Arts. O New York Post descreveu a sua performance como "poignant and compelling" (comovente e emocionante).

### Village People
Logo Rose começou a se aventurar no cenário de boates e, ao mesmo tempo, a sua tia o apresentou a outras influências na dança, recomendando que honrasse a herança de seu pai e dançasse em trajes tribais pele-vermelha. Rose estava trabalhando como dançarino e barman em um clube gay go-go de Nova York, trajado como índio, quando foi descoberto pelo produtor Jacques Morali e pelo produtor executivo Henri Belolo, tornando-se assim o primeiro integrante do Village People.
Ambos Jacques e Henri estavam fascinados pelo traje indígena de Rose e viram potencial na organização de um grupo onde cada indivíduo usasse uma fantasia diferente e tivesse identidade própria. Enquanto os produtores estavam ocupados selecionando e preparando os outros membros do grupo, Rose foi enviado a Paris. Quando voltou aos Estados Unidos sugeriu que os outros membros do grupo usassem uniformes representando diferentes profissões "masculinas" do bairro nova-iorquino Greenwich Village.
Em 1977, o Village People teve seu primeiro sucesso com "San Francisco", embora a canção tenha sido um hit apenas no Reino Unido. Então, em 1978, tiveram os seus primeiros sucessos nos EUA com "Macho Man", seguido de "Y.M.C.A.".
Na década de 1980, Rose cantou e dançou sob a direção do maestro Tito Puente, e também atuou em uma produção teatral regional de West Side Story. Em 1996, criou o Grupo Tomahawk, uma gravadora e empresa de entretenimento. A empresa se responsabilizou por lançamentos e canções do Village People, assim como pelos compromissos do grupo. Rose foi o produtor de vários artistas.

## Carreira Solo
Em 2000 Rose começou a trabalhar em sua carreira solo, tendo seu trabalho indicado para três prêmios Nammy (Native American Music Awards) como Melhor Gravação Histórica, Canção do Ano e Melhor Produtor. Em 2002 Rose fez o show de abertura do evento anual do 5.° Native American Music Awards apresentado no Marcus Amphitheatre, em Milwaukee. Naquele ano ganhou o prêmio Nammy de Melhor Gravação Histórica.
Em agosto de 2002 mudou-se para Richmond, que ele descreveu como "a próxima cidade do Sul em ascensão". Em 12 de janeiro de 2005 doou o disco de ouro pelo hit "Y.M.C.A." ao National Museum of the American Indian em Washington, DC.
Rose apareceu nos seguintes filmes: Can't Stop the Music (1980), The Best of Village People (1993) e Feathers and Leathers: The Story of the Village People (1999). Ele também participou do documentário de 2000 Village People: E! True Hollywood Story.

## Últimos Anos
Rose e o grupo Village People levantaram milhões de dólares para instituições de caridade. Entre elas o American Indian College Fund e instituições de prevenção à AIDS. Rose foi membro do Conselho de Administração da Sixuvus Ltd, do Conselho Consultivo da Native American Music Association, do LARAS-Latin Grammys e do Winter Music Conference.
Em 2006, Rose apareceu como um concorrente no relançamento do programa de TV americano I've Got a Secret. Ele atualmente vive em Asbury Park, New Jersey.